# دیلی هرالد (بریتانیا)

جلد روزنامه دیلی هرالد با جزئیات شروع جنگ جهانی دوم

دیلی هرالد یک روزنامه بریتانیایی بود که از سال ۱۹۱۲ تا ۱۹۶۴ روزانه در لندن به نفع جنبش کارگری منتشر می‌شد (این روزنامه در طول جنگ جهانی اول به صورت هفتگی منتشر شد). و از حزب کارگر حمایت می‌کرد. قبل از اینکه انتشار آن در سال ۱۹۶۴ متوقف شود، تحت چندین تغییر مدیریتی قرار گرفت تا زمانی که آن را به عنوان د سان (روزنامه) به شکل قبل از مرداک راه اندازی کرد.

## تاریخچه
در دسامبر ۱۹۱۰ اتحادیه چاپگرها، انجمن آهنگسازان لندن (LSC)، درگیر یک مبارزه صنعتی برای ایجاد یک هفته کاری ۴۸ ساعته شدند و یک بولتن روزانه اعتصاب به نام جهان را آغاز کردند. ویل دایسون، یک هنرمند استرالیایی در لندن، یک کارتون را به نمایش گذاشت. از ۲۵ ژانویه ۱۹۱۱ این بولتن به دیلی هرالد تغییر نام داد و تا پایان اعتصاب در آوریل ۱۹۱۱ منتشر شد. فروش روزانه‌اش در اوج ۲۵۰۰۰ نسخه بود.
بن تیلت، رهبر کارگران بارانداز و دیگر اتحادیه‌های کارگری رادیکال الهام‌دهنده یک جنبش دائمی روزانه کارگری بودند و برای تأمین بودجه به جمع‌آوری کمک می‌پرداختند، این جنبش از روزنامه‌هایی که از دو حزب سیاسی اصلی، لیبرال‌ها و محافظه‌کاران، اما مستقل از حزب رسمی کارگر بودند حمایت می‌کردند، در اکتبر ۱۹۱۲ کنگره اتحادیه‌های کارگری، روزنامه دیلی سیتیزن را برای خود راه‌اندازی کردند
سازماندهی اولیه گروه شامل تیلت، تی ای نیلور از LSC، جورج لنزبری، سیاستمدار سوسیالیست، رابرت ویلیامز از کارگران حمل و نقل، دبلیو ان. اوور و فرانسیس ماینل بودند. حامیان شعبه‌های محلی لیگ دیلی هرالد با حفظ نام بولتن اعتصاب دیلی هرالد، شرکت دیلی هرالد را تشکیل دادند. این شرک در اداره روزنامه نظر خود را بیان می‌کرد.

### دوره سندیکالیسم، ۱۹۱۳–۱۹۱۲
اولین شماره در ۱۵ آوریل ۱۹۱۲ با ویرایش ویلیام اچ. سید منتشر شد. یک ویژگی کلیدی کاریکاتورهای دایسون این بود که به لحن سیاسی روزنامه کمک کرد. سیاست‌های آن عمدتاً سندیکالیستی بود: از اعتصاب‌کنندگان حمایت بی‌قید و شرط می‌کرد و برای یک انقلاب سوسیالیستی مبتنی بر خود سامان‌دهی کارگران در اتحادیه‌های کارگری استدلال می‌کرد. همچنین از حق رای‌ها و مبارزات ضد استعماری، به‌ویژه در ایرلند حمایت قوی داشت. مسائل اولیه مربوط به از دست دادن آرام‌اس تایتانیک، با تأکید بر تلفات نامتناسب در میان خدمه کشتی و مسافران فقیر کلاس سوم، و نشان دادن چشم‌انداز متمایز مقاله جدید بود.
نویسندگان آن شامل دبلیو پی رایان، لنگدون اورارد و جورج اسلوکامب بودند. سردبیر صفحه زنان مارگارت تراورز-سایمونز بود و کاترین سوزانا پریچارد ستون نویس آن بود. در صفحه اول از اشعار ونس پالمر استفاده شده بود. جی.کی. چسترتون مشارکت کننده مکرر بود. برادرش سیسیل و هیلر بلوک گاه به گاه مشارکت داشتند. پس از کنارگذاشتن سایمونز به عنوان سردبیر، رولند کنی، برادر آنی کنی. سی. شریدان جونز؛ و در نهایت چارلز لاپورث این موقعیت را به دست آورد.
در ژوئن ۱۹۱۳، شرکت دیلی هرالد مجبور به انحلال شد. لنزبری و چارلز لاپورث یک شرکت جدید به نام شرکت چاپ و نشر لیمیت تشکیل دادند.
کسری هزینه‌های تولید توسط دوستان ثروتمند لنزبری تضمین شد و فرانسیس ماینل به عنوان نماینده آنها به هیئت مدیره پیوست. از دسامبر ۱۹۱۲ تا اوت ۱۹۱۴، یکی از حامیان مالی اصلی هنری دیونیش هاربن، همچنین یکی از بنیانگذاران نیو استیتیس‌من بود. از این نقطه، اعضای لیگ هرالد دیلی هیچ نفوذ رسمی بر روزنامه نداشتند.
در اواخر سال ۱۹۱۳، دو عضو دیگر هیئت مدیره از لاپ ورث خواستند تا از سمت سردبیری استعفا دهد. لنزبری و حامیان مالی روزنامه از حملات لاپورث و سایر نویسندگان به افراد، چه در تشکیلات و چه در جنبش کارگری، ناراحت شدند. لپ ورث از لنزبری نقل کرده است: «نفرت از شرایط به هر طریق، اما نه از افراد». پیامدهای آن در صفحات نامه عصر جدید بین دسامبر ۱۹۱۳ و آوریل ۱۹۱۴ منتشر شد.

## ویراستاران
- ۱۹۱۲: ویلیام اچ سید
- ۱۹۱۲: رولند کنی
- ۱۹۱۳: چارلز لاپورت
- ۱۹۱۳: جورج لنزبری
- ۱۹۲۲: دابلیو پی رایان
- ۱۹۲۲: همیلتون فایف
- ۱۹۲۶: ویلیام ملور
- ۱۹۳۱: دبلیو اچ استیونسون
- ۱۹۳۶: فرانسیس ویلیامز
- ۱۹۴۰: پرسی کادلیپ
- ۱۹۵۳: سیدنی الیوت
- ۱۹۵۷: داگلاس ماچری
- ۱۹۶۰: جان بیون
- ۱۹۶۲: سیدنی جاکوبسن
- منبع: د باتلر و الف اسلومن، حقایق سیاسی بریتانیا، ۱۹۷۵–۱۹۰۰, لندن: مک میلان، ۱۹۷۵, p. ۳۷۸